# DCK
DCK (англ. Deoxycytidine kinase) – білок, який кодується однойменним геном, розташованим у людей на короткому плечі 4-ї хромосоми.  Довжина поліпептидного ланцюга білка становить 260 амінокислот, а молекулярна маса — 30 519.
| 10         |  | 20         |  | 30         |  | 40         |  | 50         |
| ---------- |  | ---------- |  | ---------- |  | ---------- |  | ---------- |
| MATPPKRSCP |  | SFSASSEGTR |  | IKKISIEGNI |  | AAGKSTFVNI |  | LKQLCEDWEV |
| VPEPVARWCN |  | VQSTQDEFEE |  | LTMSQKNGGN |  | VLQMMYEKPE |  | RWSFTFQTYA |
| CLSRIRAQLA |  | SLNGKLKDAE |  | KPVLFFERSV |  | YSDRYIFASN |  | LYESECMNET |
| EWTIYQDWHD |  | WMNNQFGQSL |  | ELDGIIYLQA |  | TPETCLHRIY |  | LRGRNEEQGI |
| PLEYLEKLHY |  | KHESWLLHRT |  | LKTNFDYLQE |  | VPILTLDVNE |  | DFKDKYESLV |
| EKVKEFLSTL |  |            |  |            |  |            |  |            |

A: Аланін

C: Цистеїн

D: Аспарагінова кислота

E: Глутамінова кислота

F: Фенілаланін

G: Гліцин

H: Гістидин

I: Ізолейцин

K: Лізин

L: Лейцин

M: Метіонін

N: Аспарагін

P: Пролін

Q: Глутамін

R: Аргінін

S: Серин

T: Треонін

V: Валін

W: Триптофан

Кодований геном білок за функціями належить до трансфераз, кіназ, фосфопротеїнів. 
Білок має сайт для зв'язування з АТФ, нуклеотидами. 
Локалізований у ядрі.